# Дигби Јоани
Дигби Јоани (енгл. Digby Ioane; 14. јул 1985) професионални је аустралијски рагбиста, који тренутно игра за екипу Хонда Хит у јапанској топ лиги. Родио се на Новом Зеланду, али већ са 2 године емигрирао је у Аустралију. Самоанског је порекла и тренирао је оба кода рагбија (рагби 13 и рагби 15). У најјачој лиги на свету дебитовао је 10. фебруара 2006. против Брамбиса. Те прве сезоне одиграо 12 утакмица и постигао 2 есеја за Вестерн Форс и проглашен је за најбољег младог рагбисту на свету. После 1 сезоне у Форсима, провео је 5 сезона у Редсима, са којим је 2011. освојио супер рагби. Прошао је млађе селекције Аустралије, а са сениорском је освојио бронзану медаљу на светском првенству 2011. и куп три нације те исте године. Дебитовао је за "валабисе" против Велса 3. јуна 2007. Веома је побожан и на свом телу има неколико тетоважа, са хришћанским мотивима.